# Unió Esportiva Ibiza-Eivissa
La Unió Esportiva Ibiza-Eivissa (popularment conegut com a sa Deportiva) fou un club de futbol de la vila d'Eivissa fundat l'any 1995.

## Història

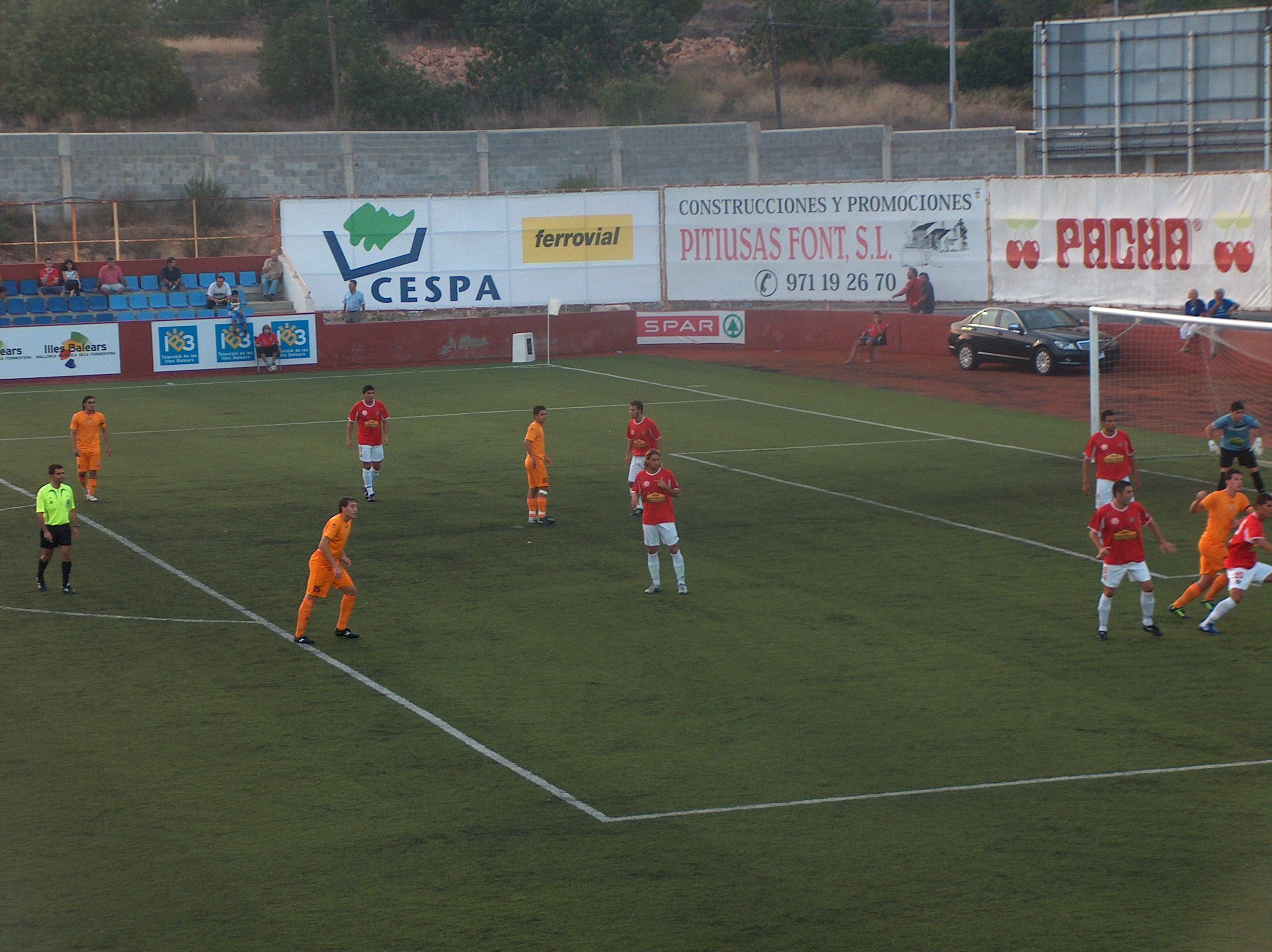
Partit de Copa del rei de 2007, Eivissa contra l'Alacant CF.

El 1995, atesos els mals resultats de la SE Eivissa, que el 1994 va baixar a la categoria regional i la temporada següent ni assolí l'ascens ni millorà la situació econòmica, un grup d'aficionats de la SD Eivissa havia fundat un club satèl·lit amb el nom de Unió Esportiva Eivissa (en castellà i oficialment, Unión Deportiva Ibiza). El nou club vestia igual que la SE Eivissa i se servia d'un escut gairebé igual
D'entrada es va pensar que el nou club funcionàs com a filial de la SE Eivissa, però finalment competiren a la mateixa categoria, fet que generà reticències a l'antic club contra el club escindit. Acabada la temporada, el nou club disputà el play-off d'ascens a tercera divisió amb el nom de Hospitalet pel fet que s'havia acordat una fusió de cara a la temporada següent amb l'Hospitalet-Isla Blanca (fundat el 1963 com a CD Hospitalet).
De cara a la temporada 96-97, el club competí a regional amb la SE Eivissa, la qual, tot i disputar el play-off d'ascens a tercera divisió, tampoc reeixí; aquest resultat condugué els directius de tots dos clubs a concloure que calia unir forces per formar un club competitiu i fer tornar la tercera divisió a la vila d'Eivissa. La fusió, però, fou només verbal, de manera que, a nivell legal, l'antiga SE Eivissa deixava de competir i desapareixia, i el nou club prenia els drets federatius de la nova UE Eivissa. Amb la fusió, hom decidí de canviar el nom a Club Esportiu Eivissa. Aquest nou club va tenir diversos noms al llarg de la seva història, els més coneguts dels quals foren Club Esportiu Eivissa, Societat Esportiva Eivissa i Unió Esportiva Ibiza-Eivissa. El 2007 va assolir l'ascens a segona B, però va desaparèixer el 2010.
La temporada 1998-99, aconseguí de pujar a tercera divisió. La temporada 2001-02 el club canvià el nom per adoptar el de Sa Deportiva Eivissa (abreujat SD Eivissa).
L'any 2007, amb motiu de l'ascens a Segona B, canvià de nou el nom a Societat Esportiva Ibiza-Eivissa. La temporada 2007-2008 jugà la Copa del Rei, encara que caigué eliminat en la primera ronda davant l'Alacant CF. L'any 2009 perdé la categoria i tornà a la tercera divisió.
El juny del 2009 un grup immobiliari italià comprà un 80% de les accions del club, tot assumint els deutes (391.581 euros) i iniciant un projecte ambiciós per pujar de categoria. Però el 31 de juliol d'aquell any, l'Associació de Futbolistes Espanyols (AFE) va descendir administrativament a l'Eivissa a primera regional per impagament dels deutes que tenia amb els seus jugadors i que suposadament havia assumit el grup italià. El club competí a regional amb el nom de Unión Deportiva Ibiza-Eivissa, i, acabada la temporada, va desaparèixer.
Actualment el futbol a la vila el representen nous clubs, com ara el CE Eivissa-Illes Pitiüses o la UE Eivissa
El 2015, l'empresari Amadeo Salvo va pagar el deute del club, ja desaparegut, per al nou club que havia fundat, la Unió Esportiva Eivissa, que competeix amb el nombre federatiu de la SE Eivissa fundada el 1995.

## Evolució del nom
- Sociedad Deportiva Ibiza (1957–97)
- Unión Deportiva Ibiza (1995–97)
- Club Esportiu Eivissa (1997–2001)
- Sa Deportiva Eivissa (2001–07)
- Societat Esportiva Eivissa-Ibiza (2007–09)
- Unión Deportiva Ibiza-Eivissa (2009–10)

Font: